# Neophema bourkii
Neophema bourkii là một loài chim trong họ Psittacidae.